# أكيهيرو ميوا
أكيهيرو ميوا (باليابانية: 美輪明宏) هو رائد ومغن ومؤلف ومخرج وممثل ياباني، ولد في 15 مايو 1935 بناغاساكي في اليابان.

## أعمال

### أفلام
- (1997) الأميرة مونونوكي[8]
- (2004) قلعة هاول المتحركة[9]

## وصلات خارجية
- أكيهيرو ميوا على موقع IMDb (الإنجليزية)
- أكيهيرو ميوا على موقع ألو سيني (الفرنسية)
- أكيهيرو ميوا على موقع ميوزك برينز (الإنجليزية)
- أكيهيرو ميوا على موقع أول موفي (الإنجليزية)
- أكيهيرو ميوا على موقع قاعدة بيانات الأفلام السويدية (السويدية)
- أكيهيرو ميوا على موقع قاعدة بيانات الفيلم (الإنجليزية)
- أكيهيرو ميوا على موقع كينوبويسك (الروسية)